# Cục Quản lý Energy (Tokumei Sentai Go-Busters)
Cục Quản lý Energy (エネルギー管理局 Enerugī Kanrikyoku) là một tổ chức hư cấu xuất hiện trong loạt phim Tokumei Sentai Go-Busters. Bộ đặc nhiệm (特命部 Tokumeibu) của họ là chủ quản của Go-Busters (ゴーバスターズ Gōbasutāzu), các nhân vật chính trong loạt phim. Nhiệm vụ của họ là bảo vệ nguồn năng lượng hư cấu được gọi là Enetron (エネトロン Enetoron) khỏi tay tổ chức hắc ám tên là Vaglass. Căn cứ của họ được đặt sâu dưới lòng đất 70m, với dạng tổ kiến và có lối thông với bất cứ phần nào của thành phố.

## Go-Busters và Buddyroid

3 Go-Busters lần đầu tiên xuất hiện trong Kaizoku Sentai Gokaiger VS. Uchū Keiji Gavan: THE MOVIE, cùng với logo của họ xuất hiện sau lưng. Từ trái sang phải: Blue Buster, Red Buster. Yellow Buster.

Mười ba năm trước, một virus máy tính tên Messiah đã tấn công vào một viện nghiên cứu của Cục tên là Viện Nghiên cứu Dịch Chuyển, chiếm quyền điều khiển ở đó trước khi bị tống vào Á Không Gian (亜空間 Akūkan). Trong sự kiện đó, ba đứa trẻ đã thoát khỏi Viện với một chương trình diệt virus gọi là Vaccine bằng một cách nào đó được cài đặt trong cơ thể, ban cho họ Siêu Power (超パワー Chō Pawā, Siêu Sức Mạnh) cùng với các điểm yếu đi kèm được gọi là Weakpoint (ウイークポイント Uīkupointo). Những đứa trẻ đó được huấn luyện cùng với các Buddyroid (バディロイド Badiroido) để trở thành các đặc nhiệm cho Bộ đặc nhiệm thuộc Cục Quản lý Energy, và sau mười ba năm, chiến đấu với tổ chức Vaglass, thuộc hạ của Messiah. Họ hoạt động như một nhóm mang tên Go-Busters.

### Sakurada Hiromu
Sakurada Hiromu (桜田 ヒロム (Anh Điền Hoằng) Sakurada Hiromu) là một chàng trai 20 tuổi mang danh hiệu Red Buster (レッドバスター Reddo Basutā). Siêu Power của Hiromu cho phép anh di chuyển siêu tốc. Đổi lại, Weakpoint sẽ làm anh ta đông cứng nếu nhìn thấy gà. Do thời ấu, anh bị nhốt trong chuồng gà, nên anh đã sản sinh ra sự sợ hãi gà, dù thực tế hay tưởng tượng. Khi sử dụng dữ liệu của Nick để tạo ra bộ giáp Protector và biến mình thành Red Buster Powered Custom (レッドバスター パワードカスタム Reddo Basutā Pawādo Kasutamu), siêu tốc độ của Hiromu được tăng cường và anh có thể thực hiện tuyệt chiêu Volcanick Attack (ボルカニックアタック Borukanikku Atakku) để kết liễu kẻ thù. Khi kết hợp sức mạnh với các Go-Busters khác, anh có thể thực hiện tuyệt chiêu Volcanick All Busters Attack (ボルカニックオールバスターズアタック Borukanikku Ōru Basutāzu Atakku).
Hiromu được thể hiện bởi Suzuki Katsuhiro (鈴木 勝大 Suzuki Katsuhiro). Khi còn nhỏ, anh do Hashizume Ryu (橋爪 龍 Hashizume Ryū) thủ vai.

### Cheeda Nick
Cheeda Nick (チダ・ニック Chida Nikku) là Buddyroid của Hiromu có dạng robot hình người kiểu báo Cheetah. Nick có thể biến thành Hình thức Bike (バイク形態 Baiku Keitai) và là phương tiên di chuyển của Hiromu. Dù Nick là một siêu robot, cậu ta không thể tự định hướng và thường đi lạc đường.
Cheeda Nick được lồng tiếng bởi Fujiwara Keiji (藤原 啓治 Fujiwara Keiji).

### Iwasaki Ryuuji
Iwasaki Ryuuji (岩崎 リュウジ (Nham Kỳ Long Tư) Iwasaki Ryūji) là một chàng trai 28 tuổi mang danh hiệu Blue Buster (ブルーバスター Burū Basutā). Anh ta là một người bình tĩnh và hiếm khi tức giận. Siêu Power của anh cho anh siêu sức mạnh ở hai cánh tay. Weakpoint của anh sẽ khiến anh bị quá nhiệt nếu sử dụng Siêu Power quá nhiều. Khi bị quá nhiệt, anh sẽ tấn công điên cuồng bất phân địch - bạn. Anh cũng sẽ dễ bị quá nhiệt nếu môi trường xung quanh quá nóng. Khi biến thành Blue Buster Powered Custom (ブルーバスター パワードカスタム Burū Basutā Pawādo Kasutamu), mặc áo giáp Protector tạo bởi dữ liệu của Gorisaki, siêu sức mạnh của Ryuji được khuyết đại và anh có thể phân tích và copy ra vật thể xung quanh. Anh cũng có thể phát động tuyệt chiêu Gorillarge Punch (ゴリラージパンチ Gorirāji Panchi) attack.
Ryuuji được thể hiện bởi Baba Ryouma (馬場 良馬 Baba Ryōma) Khi còn trẻ, anh được thể hiện bởi Matsuoka Koudai (松岡 広大 Matsuoka Kōdai).

### Gorisaki Banana
Gorisaki Banana (ゴリサキ・バナナ Gorisaki Banana) là Buddyroid của Ryuuji có hình dạng khỉ đột. Cậu quan tâm Ryuuji không khác gì là một bảo mẫu.
Gorisaki Banana được lồng tiếng bởi Genda Tesshou (玄田 哲章 Genda Tesshō).

### Usami Youko
Usami Youko (宇佐見 ヨーコ (Vũ Tá Kiến Dương Tử) Usami Yōko) là một thiếu nữ 16 tuổi với danh hiệu Yellow Buster (イエローバスター Ierō Basutā). Siêu Power cho phép cô dùng chân để nhảy cao. Weakpoint khiến cô bị vô lực khi thiếu calorie, nên cần phải thường xuyên nạp năng lượng từ kẹo ngọt. Khi biến thân thành Yellow Buster Powered Custom (イエローバスター パワードカスタム Ierō Basutā Pawādo Kasutamu), mang giáp Protector tạo ra từ dữ liệu của Usada, khả năng Youko nhảy được tăng cường. Tuyệt chiêu của cô là Rapid Kick (ラピッドキック Rapiddo Kikku).
Youko được thể hiện bởi Komiya Arisa (小宮 有紗 Komiya Arisa). Khi còn nhỏ, cô được thủ vai bởi Hirasawa Kokoro (平澤 宏々路 Hirasawa Kokoro).

### Usada Lettuce
Usada Lettuce (ウサダ・レタス Usada Retasu), mật danh RHUL-03 (RHUL-03 Āru Eichi Yū Eru Zero Surī), là Buddyroid của Youko có hình dạng một con thỏ. Usada được trang bị với chương trình quản lý dữ liệu, hỗ trợ các Go-Busters từ phòng điều khiển. Cậu ta cũng có phần thân rỗng để lưu trữ các vật thể. Câu cửa miệng của Usada là "Roger Rabbit" (ロジャー・ラビット Rojā Rabitto).
Usada Lettuce được lồng tiếng bởi Suzuki Tatsuhisa (鈴木 達央 Suzuki Tatsuhisa).

### Jin Masato
Jin Masato (陣 マサト (Trận Nha Nhân) Jin Masato) là một kĩ sư thiên tài 40 tuổi mang hình dáng ở tuổi 27, tiền bối của Ryuuji và là Beet Buster (ビートバスター Bīto Basutā). Trong sự kiện 13 năm trước, Jin đang làm việc trong một dãy nhà khác và bị mắc kẹt trong Á Không Gian cùng với Messiah khi Viện Nghiên cứu bị dịch chuyển. Tuy nhiên, quá trình dịch chuyển của anh bị lỗi nên một phần dữ liệu của anh đã bị Messiah hấp thụ. Trong khi bị mắc kẹt, anh đã tạo ra Beet J. Stag để giúp mình đưa cơ thể thực vào giấc ngủ và tạo một avatar của riêng mình. Khi anh ta biết được rằng Messiah đang chế tạo MegaZord dựa trên thiết kế BC-04 của anh, Jin đã đưa J. để hỗ trợ Go-Busters chống lại Messiah. Vì thế, anh đã chế tạo ra Buster Gear đặc biệt cho mình và J., cho phép anh ta biến thân thành Beet Buster màu vàng kim.

Beet Buster (phải) và Stag Buster (trái) trong lần đầu tiên xuất hiện.

Jin Masato được thể hiện bởi Matsumoto Hiroya (松本 寛也 Matsumoto Hiroya),.

### Beet J. Stag
Beet J. Stag (ビート・J・スタッグ Bīto Jei Sutaggu), hay đơn giản là "J." (ジェイ - jei), là Buddyroid của Jin Masato có hình dạng bọ vừng. Ký tự ở giữa là viết tắt của Jueki (樹液), tức "thụ dịch" hay sáp cây. Được Jin tạo ra trong Á Không Gian, J. được đưa đến thế giới thực bằng cách ẩn nấp trong một Vaglass Megazord.
J. được trang bị Marker System (マーカーシステム Mākā Shisutemu) cho phép tái tạo avatar của Jin và khởi động cặp Buster Machine của họ. Anh ta cũng có thể biến thân thành Stag Buster (スタッグバスター Sutaggu Basutā) để chiến đấu cùng với Beet Buster. Quá trình biến thân diễn ra khi các mảnh giáp trên người của anh ta tách ra và chuyển thành áo giáp của Beet Buster. Nếu cạn kiệt Enetron, anh ta sẽ trở nên say xỉn. Vì anh ta không có chương trình vacccine, anh ta có thể bị nhiễm Metavirus và bị điều khiển. Anh hay bị Jin đánh vì thường vô duyên nói trước và chen ngang.
Beet J. Stag được lồng tiếng bởi Nakamura Yuuichi (中村 悠一 Nakamura Yūichi).

## Bộ đặc nhiệm

### Kuroki Takeshi
Kuroki Takeshi (黒木 タケシ Kuroki Takeshi) là sĩ quan chỉ huy 40 tuổi của Bộ đặc nhiệm, chỉ đạo các Go-Busters và hàng trăm nhân viên khác. Ông vốn là trợ lý phòng thí nghiệm của Sakurada Yousuke - bố Hiromu và là bạn đồng môn của Jin Masato. Jin đặt cho ông biệt danh "Kurorin" (黒リン).
Kuroki Takeshi được thể hiện bởi Sakaki Hideo (榊 英雄 Sakaki Hideo).

### Morishita Toru
Morishita Toru (森下 トオル Morishita Tōru) là một điều hành viên có nhiệm vụ kiểm soát hệ thống của Bộ đặc nhiệm.
Morishita Toru được thể hiện bởi Takahashi Naoto (高橋 直人 Takahashi Naoto).

### Nakamura Miho
Nakamura Miho (仲村 ミホ Nakamura Miho) là một điều hành viên mới gia nhập Bộ đặc nhiệm. Cô có chuyên môn trong việc theo dõi Á Không Gian.
Nakamura Miho được thể hiện bởi Nishihira Fuuka (西平 風香 Nishihira Fūka).

## Đồng minh

### Saotome Reika
Saotome Reika (早乙女レイカ) là thân phận thật của một nữ siêu trộm tự xưng là Pink Buster (ピンクバスター Pinku Basutā). Xuất hiện trong tập 41. Do vô tình tạo ra Messiah Metaroid sau một phi vụ của mình, cô đã hợp tác cùng Hiromu đánh bại hắn.
Saotome Reika được thể hiện bởi Shinkawa Yua (新川優愛 Skinkawa Yua).

### Dōbutsu Sentai Go-Busters

Dōbutsu Sentai Go-Busters

Trong Kaettekita Tokumei Sentai Go-Busters vs. Dōbutsu Sentai Go-Busters, Dōbutsu Sentai Go-Busters (動物戦隊ゴーバスターズ Dōbutsu Sentai Gōbasutāzu, Chiến đội Động Vật Go-Busters) là một nhóm Sentai tồn tại trong một thế giới song song do Thượng đế tạo ra theo lời ước của Nick. Sau đó, họ được đem đến thế giới thực để hợp tác cùng Tokumei Sentai Go-Busters đánh bại Azazel. Khi thảm hoạ bị đẩy lùi, Dōbutsu Sentai Go-Busters cùng với thế giới của họ chấm dứt tồn tại.
| Red Cheetah        | Sakurada Hiromu |
| Blue Gorilla       | Iwasaki Ryuji   |
| Yellow Rabbit      | Usami Yoko      |
| Gold Beetle        | Jin Masato      |
| Silver Stag        | Beet J. Stag    |
| Black Puma         | Kuroki Takeshi  |
| Pink Cat           | Sakurada Rika   |
| Green Hippopotamus | Domyoji Atsushi |

## Trang thiết bị

### Buster Gear
Buster Gear (バスターギア Basutā Gia) là một bộ thiết bị được Go-Busters sử dụng chiến đấu với Vaglass.
- Morphin Brace (モーフィンブレス Mōfin Buresu?): Morphin Brace là thiết bị cho phép bộ ba Go-Busters biến thân với kính Morphin Glass (モーフィングラス Mōfin Gurasu?), khiến họ mạnh lên gấp 15 lần. Kích hoạt Henshin Mode, Morphin Glass tự mở, âm vang "It's morphin' time!". Khẩu hiệu biến thân của họ là "Let's Morphin" (レッツモーフィン Rettsu Mōfin?) với Buster Suit (バスタースーツ Basutā Sūtsu?) được vật chất hoá trong vòng 1/2 giây. Thiết bị này còn có Call Mode dùng để liên lạc.
- Transpod (トランスポッド Toransupoddo?): Transpod là thiết bị gắn vai của Go-Buster cho phép họ dịch chuyển vũ khí tức thời từ căn cứ. Trong khi Transpod của bộ ba có màu đen và bạc, thiết bị của bộ đôi Beet/Stag Busters có màu vàng kim và bạc. Transpod cũng có chức năng thay đổi giọng nói, cho phép người sử dụng bắt chước giọng nói của người khác.[3]
- Ichigan Buster (イチガンバスター Ichigan Basutā?, [Note 1]): Một trong những vũ khí chính của Go-Busters, Ichigan Buster là một chiếc máy ảnh phản xạ ống kính đơn có thể chuyển thành súng bắn tia.
- Sougan Blade (ソウガンブレード Sōgan Burēdo?, [Note 2]): Một vũ khí chính khác của Go-Busters, Sougan Blade là một chiếc ống nhóm có thể biến thành dao gặm.[3]
- Ichigan Buster Special Buster Mode (イチガンバスター スペシャルバスターモード Ichigan Basutā Supesharu Basutā Mōdo?): Ichigan Buster Special Buster Mode là sự kết hợp của Ichigan Buster và Sougan Blade thành một súng bắn tia mạnh hơn.[3]
- Morphin Blaster (モーフィンブラスター Mōfin Burasutā?): Morphin Blaster là thiết bị dạng điện thoại cho phép bộ đôi Beet/Stag Busters liên lạc biến thân với kính Morphin Glass. Kéo Morphin Blaster thành dạng súng, mở Morphin Glass và bóp cò, âm vang "It's morphin' time!". Khẩu lệnh biến thân của họ là "Let's Morphin" diễn ra trong 1/2 giây. Sau khi biến thân, Morphin Blaster được sử dụng làm súng cầm tay.
- DriBlade (hay Drivelade) (ドライブレード Doraiburēdo?): là vũ khí dạng đao của bộ đôi Beet/Stag Busters. Nó cũng có thể ráp thành tay lái cho Buster Vehicle.
- GB Custom Visor (GBカスタムバイザー Jī Bī Kasutamu Baizā?): Custom Visors là thiết bị cho phép bộ ba Go-Busters biến thành dạng Powered Custom (パワードカスタム Pawādo Kasutamu?) bằng cách hấp thụ dữ liệu của các Buddyroid của họ. Khẩu lệnh biến thân của họ là "Powered Morphin" (パワードモーフィン Pawādo Mōfin?).
- Lio Blaster (ライオブラスター Raio Burasutā?): Lio Blaster là một khẩu pháo mạnh mẽ tạo ra từ Lio Attache (ライオアタッシュ Raio Atasshu?). Nó cũng là trình điều khiển cho Tategami Lioh.
- Lio Blaster Final Buster Mode (ライオブラスター ファイナルバスターモード Raio Burasutā Fainaru Basutā Mōdo?): Lio Blaster Final Buster Mode được kết hợp từ Lio Blaster và Sougan Blade thành một khẩu pháo còn mạnh hơn.

### Buster Machine
Buster Machine (バスターマシン Basutā Mashin), được tạo ra từ loại kim loại hiếm tên là Deltarium 39, được sử dụng bởi Go-Busters để chiến đấu với Vaglass Megazord. Chúng có thể thay đổi từ chế độ Buster Vehicle (バスタービークル Basutā Bīkuru) sang chế độ Buster Animal (バスターアニマル Basutā Animaru).
- CB-01 Cheetah (CB-01チーター Shī Bī Zero Wan Chītā?).[19]
- GT-02 Gorilla (GT-02ゴリラ Jī Tī Zero Tsū Gorira?).[20]
- RH-03 Rabbit (RH-03ラビット Āru Eichi Zero Surī Rabitto?).[21]
- BC-04 Beetle (BC-04ビートル Bī Shī Zero Fō Bītoru?).[22]
- SJ-05 Stag Beetle (SJ-05スタッグビートル Esu Jei Zero Faibu Sutaggu Bītoru?).[23]
- FS-0O Frog (FS-0Oフロッグ Efu Esu Zero Ō Furoggu?).

#### Megazord
Megazord (メガゾード Megazōdo) là các robot hình người được cả Go-Busters và Vaglass sử dụng. Các Megazord do Go-Busters sử dụng được biến thân hoặc lắp ráp từ các Buster Machine.
- Go-Buster Ace (ゴーバスターエース Gōbasutā Ēsu?): CB-01 Cheetah.
  - Go-Buster Ace Stag Custom (ゴーバスターエース・スタッグカスタム Gōbasutā Ēsu Sutaggu Kasutamu?): CB-01 Cheetah + SJ-05 Stag Beetle.
  - Đặc nhiệm Hợp thể Go-Buster Oh (特命合体ゴーバスターオー Tokumei Gattai Gōbasutā-Ō?): CB-01 Cheetah + GT-02 Gorilla + RH-03 Rabbit.
    - Rocket Drill Go-Buster Oh (ロケットドリルゴーバスターオー Roketto Doriru Gōbasutā-Ō?): CB-01 Cheetah + GT-02 Gorilla + RH-03 Rabbit + Rocket Switch Super-1 + Drill Switch Super-3.
    - Great Go-Buster (グレートゴーバスター Gurēto Gōbasutā?): CB-01 Cheetah + GT-02 Gorilla + RH-03 Rabbit + BC-04 Beetle + SJ-05 Stag Beetle.

  - Đặc nhiệm Hợp thể Go-Buster Kero-Oh (特命合体ゴーバスターケロオー Tokumei Gattai Gōbasutā Kero-Ō?): CB-01 Cheetah + GT-02 Gorilla + FS-0O Frog.
- Go-Buster Beet (ゴーバスタービート Gōbasutā Bīto?): BC-04 Beetle.
  - Buster Hercules (バスターヘラクレス Basutā Herakuresu?): BC-04 Beetle + SJ-05 Stag Beetle.
- LT-06 Tategami Lioh (LT-06タテガミライオー Eru Tī Zero Shikkusu Tategami Raiō?).
  - Go-Buster Lioh (ゴーバスターライオー Gōbasutā Raiō?): LT-06 Tategami Lioh + GT-02 Gorilla + RH-03 Rabbit.
    - Go-Buster King (ゴーバスターキング Gōbasutā Kingu?): LT-06 Tategami Lioh + GT-02 Gorilla + RH-03 Rabbit + BC-04 Beetle + SJ-05 Stag Beetle.